# Командный чемпионат СССР по спидвею 1989

## Высшая Лига
| М | Команда                    | Матч | Очки |
| - | -------------------------- | ---- | ---- |
| 1 | «Турбина», г. Балаково     | 12   | 18   |
| 2 | «Восток», г. Владивосток   | 12   | 16   |
| 3 | «Башкирия», г. Уфа         | 12   | 16   |
| 4 | «Локомотив», г. Даугавпилс | 12   | 10   |
| 5 | «Нефтяник», г. Октябрьский | 12   | 10   |
| 6 | «Кузбасс», г. Кемерово     | 12   | 8    |
| 7 | «Сигнал», г. Ровно         | 12   | 6    |

## Первая лига, класс «А»
| М | Команда                   | Матч | Очки |
| - | ------------------------- | ---- | ---- |
| 1 | «СКА», г. Львов           | 12   | 22   |
| 2 | «Цементник», г. Черкесск  | 12   | 20   |
| 3 | «Жигули», г. Тольятти     | 12   | 16   |
| 4 | «Сибирь», г. Новосибирск  | 12   | 13   |
| 5 | «Баррикада», г. Ленинград | 12   | 9    |
| 6 | «Тайфун», г. Элиста       | 12   | 4    |
| 7 | «Юность», г. Черкесск     | 12   | 0    |

## Первая лига, класс «Б»

### 1 зона
| М | Команда                  | Матч | Очки |
| - | ------------------------ | ---- | ---- |
| 1 | «Лтава», г. Полтава      | 14   | 24   |
| 2 | «СКИФ», г. Донецк        | 14   | 18   |
| 3 | «Целиниекс», г. Рига     | 14   | 15   |
| 4 | «Таврия», г. Севастополь | 14   | 14   |
| 5 | «Восход», г. Вознесенск  | 14   | 13   |
| 6 | «Подмосковье», г. Видное | 14   | 10   |
| 7 | «Колос», г. Пинск        | 14   | 8    |
| 8 | «Шахтёр», г. Червоноград | 14   | 8    |

### 2 зона
| М | Команда                      | Матч | Очки |
| - | ---------------------------- | ---- | ---- |
| 1 | «Салават», г. Салават        | 8    | 12   |
| 2 | «Луч», г. Фергана            | 8    | 10   |
| 3 | «Труд», г. Мелеуз            | 8    | 10   |
| 4 | «Урал», г. Стерлитамак       | 8    | 6    |
| 5 | «Металлург», г. Магнитогорск | 8    | 2    |

## Медалисты
| «Турбина», г. Балаково   | Олег Волохов, Валерий Гордеев, Валерий Шляпугин, Андрей Волохов, Айрат Файзулин, Александр Павлов, Сергей Деркач, С.Ульчич, Сергей Кузин, Алексей Морозов, Иван Дроменко, А.Тайков |
| «Восток», г. Владивосток | Григорий Харченко, Виталий Ефимов, Аркадий Кононец, Геннадий Потехин, Игорь Столяров, Аркадий Коржевой, Вячеслав Никулин, Аркадий Сушков, С.Древаль                                |
| «Башкирия», г. Уфа       | Михаил Старостин, Федор Захаров, Евгений Токунов, Николай Корнев, Олег Юдахин, А.Файзулин, Олег Пупышев, Сергей Михайлов, Ирек Каримов, Д.Прокопьев, А.Максютов, С.Кобельков       |